# Spatz (Auto)

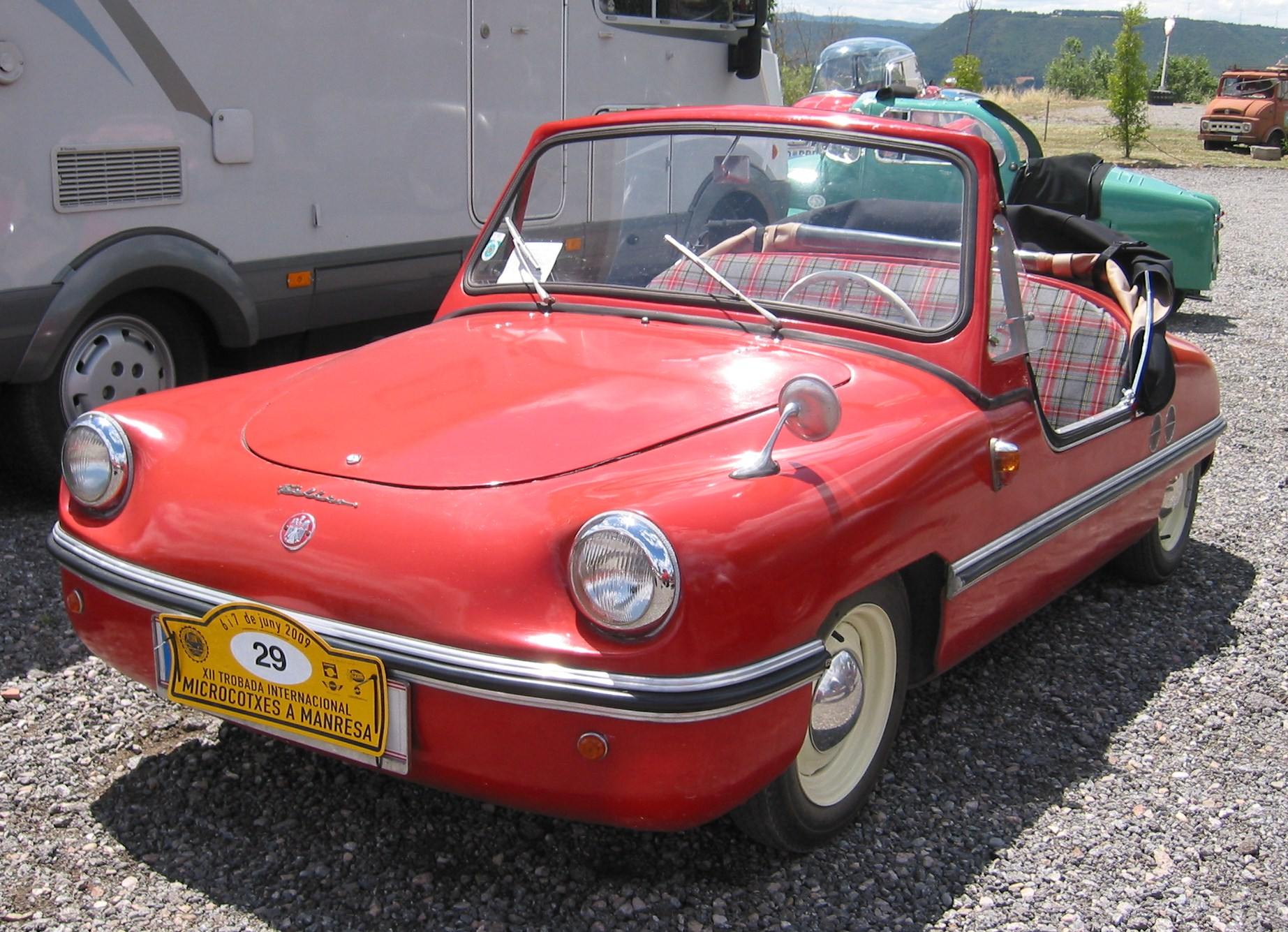
Victoria 250

Der Spatz und das aus ihm weiterentwickelte Modell Victoria 250 sind Kleinstwagen der Bayerischen Autowerke GmbH in Traunreut bzw. der Victoria Werke AG in Nürnberg. 1588 der kleinen Roadster mit Kunststoffkarosserie wurden von 1956 bis 1958 gebaut (859 „Spatz“, 729 „Victoria 250“).

## Entwicklung des Spatz
Der Rennfahrer und Konstrukteur Egon Brütsch († 1988) war ein Pionier im Bau von Kunststoffkarosserien. Sein Bestreben war es, ohne kostspielige Blechpressen zu arbeiten und Fahrzeuge herzustellen, die leichter sind als solche mit herkömmlichen Aufbauten. 1954 entwickelte Brütsch den „Spatz“, ein dreirädriges Mobil mit selbsttragender Kunststoffkarosserie. Die Aufhängungen der Vorderräder und des Hinterrades waren unmittelbar an der Karosserieschale befestigt.
Harald Friedrich, geschäftsführender Gesellschafter der Alzmetall P. Meier & Friedrich GmbH in Altenmarkt an der Alz, erwarb die Lizenz zum Bau des „Spatz“ und gründete im Juli 1956 mit den Victoria-Werken als Partner die „Bayerischen Autowerke GmbH“ (BAG). Zuvor hatte Friedrich den „Spatz“ erprobt. Versuchsfahrten auf unebener Straße zeigten, dass die Kräfte, die über die Radaufhängungen direkt auf die Karosserie wirkten, zu Rissen führten.
Friedrich beauftragte deshalb den damals 77-jährigen Hans Ledwinka, ehemals Tatra-Konstrukteur, ein stabiles Chassis für den „Spatz“ zu konstruieren. Das Ergebnis war ein Zentralrohrrahmen und vier Räder, im Gegensatz zu Brütschs dreirädrigem Original. Friedrich sah sich daraufhin nicht mehr verpflichtet, Lizenzgebühren an Brütsch zu zahlen, was zu einem Rechtsstreit führte, den Friedrich gewann. Die Richter sahen es als erwiesen an, dass Brütschs Konstruktion verkehrsuntauglich war.

## Konstruktionsmerkmale
Die aus mit Glasfasern verstärktem Polyesterharz geformte offene Karosserie ist mit dem Rahmen verschraubt. Sie hat keine Türen und bietet auf einer Sitzbank drei Personen nebeneinander Platz, die laut der damaligen Werbung „ganz bequem“ sitzen. Als Wetterschutz gab es wahlweise ein Faltverdeck aus Stoff oder ein Hardtop mit Flügeltüren. Unter der Fronthaube befindet sich ein kleiner Kofferraum. Motor und Getriebe sind quer hinter dem Fahrersitz und vor der Hinterachse eingebaut (Mittelmotor); dahinter ist (beim „Spatz“ in etwas höherer Position) der Tank angebracht.
Die ersten Fahrzeuge hatten einen Einzylinder-Zweitaktmotor von Fichtel & Sachs mit einem Hubraum von 191 cm³ und 10 PS (7,4 kW), der sich trotz des geringen Leergewichts als zu schwach erwies. Deshalb entwickelte Victoria-Konstrukteur Richard Loukota einen 250-cm³-Einzylinder-Zweitakter mit 14 PS (10 kW) und in Zusammenarbeit mit einem Getriebehersteller ein zu dem Motor passendes elektromagnetisch geschaltetes Fünfganggetriebe anstelle des ursprünglichen Vierganggetriebes. Der überarbeitete „Spatz“ mit der neuen Motor-Getriebe-Einheit war auch äußerlich leicht verändert (unter anderem seitliche Ausstellfenster), wurde in „Victoria 250“ umbenannt und in Nürnberg gebaut. Nur die Kunststoffschale der Karosserie kam noch aus Traunreut.
Die Lenkradschaltung des „Spatz“ ersetzte Loukota durch eine Vorwählschaltung. Es wird mit drei Tasten rechts neben der Lenksäule geschaltet: mittlere Taste Leerlauf, rechte Taste erster Gang, linke Taste Rückwärtsgang. Mit einem kleinen Hebel über den Tasten werden die weiteren Gänge vorgewählt und mit Treten der Kupplung geschaltet.

## Technische Daten
| Fahrzeugtyp:               | Spatz                                                                    | Victoria 250                                                                     |
| -------------------------- | ------------------------------------------------------------------------ | -------------------------------------------------------------------------------- |
| Motor:                     | Einzylinder-Zweitaktmotor (vor der Hinterachse)                          | Einzylinder-Zweitaktmotor (vor der Hinterachse)                                  |
| Hubraum:                   | 191 cm³                                                                  | 248 cm³                                                                          |
| Bohrung × Hub:             | 65 × 58 mm                                                               | 67 × 70 mm                                                                       |
| Leistung:                  | 10,2 PS (7,5 kW) bei 5250/min                                            | 14 PS (10 kW) bei 5200/min                                                       |
| Max. Drehmoment:           | 15 Nm bei 4000/min                                                       | 20 Nm bei 4650/min                                                               |
| Verdichtung:               | 6,6 : 1                                                                  | 7,5 : 1                                                                          |
| Kühlung:                   | Gebläse                                                                  | Gebläse                                                                          |
| Getriebe:                  | Vierganggetriebe, Lenkradschaltung (Rückwärtsgang elektrisch geschaltet) | Fünfganggetriebe, mit Drucktasten und Vorwählhebel elektromechanisch zu schalten |
| Radaufhängung vorn:        | Einzelradaufhängung mit Kurbellenkern                                    | Einzelradaufhängung mit Kurbellenkern                                            |
| Radaufhängung hinten:      | Pendelachse mit Querlenkern                                              | Pendelachse mit Querlenkern                                                      |
| Federung:                  | Schraubenfedern und Teleskopstoßdämpfer (Federbeine)                     | Schraubenfedern und Teleskopstoßdämpfer (Federbeine)                             |
| Karosserie:                | Kunststoffkarosserie, mit Zentralrohrrahmen verschraubt                  | Kunststoffkarosserie, mit Zentralrohrrahmen verschraubt                          |
| Spurweite vorn/hinten:     | 1160/1160 mm                                                             | 1160/1200 mm                                                                     |
| Radstand:                  | 1950 mm                                                                  | 1950 mm                                                                          |
| Reifengröße:               | 4.40–12″                                                                 | 4.40–12″                                                                         |
| Maße L × B × H:            | 3300 × 1400 × 1240 mm                                                    | 3360 × 1450 × 1240 mm                                                            |
| Leergewicht (ohne Fahrer): | 290 kg*                                                                  | 425 kg                                                                           |
| Zulässiges Gesamtgewicht:  | 410 kg*                                                                  | 690 kg                                                                           |
| Tankinhalt:                | 15 l                                                                     | 23 l                                                                             |
| Verbrauch:                 | ca. 4 l/100 km                                                           | ca. 5,3 l/100 km                                                                 |
| Höchstgeschwindigkeit:     | ca. 75 km/h                                                              | 97 km/h                                                                          |
| Preis:                     | 2.975,00 DM                                                              | 2.975,00 DM                                                                      |
| Bauzeit:                   | Februar 1956 bis Mai 1957                                                | Juni 1957 bis Februar 1958                                                       |
| Stückzahlen:               | 859                                                                      | 729                                                                              |

* Wahrscheinlich gelten die Gewichtsangaben noch für den Prototyp ohne Stahlrahmen.

## Produktionszahlen
| Jahr                      | 1956 | 1957 | 1958 | SUMME |
| ------------------------- | ---- | ---- | ---- | ----- |
| Bayerische Autowerke GmbH | 499  | 259  | 0    | 758   |
| Victoria Werke AG         | 0    | 666  | 63   | 729   |
| Summe                     | 499  | 925  | 63   | 1487  |

Die Angaben sind aus  Werner Oswald Deutsche Autos 1945-1975 von 1979 entnommen.

## Geringer Verkaufserfolg
Trotz interessanter Konstruktionsmerkmale war der Verkaufserfolg des „Spatz“ und auch des „Victoria 250“ gering, sodass die Produktion im Februar 1958 eingestellt wurde. Grund für die unzureichende Nachfrage dürfte insbesondere der beschwerliche und bei geschlossenem Faltdach fast unmögliche Einstieg in das Auto gewesen sein. Hinzu kam der Ruf großer Feuergefährlichkeit, nachdem einige Fahrzeuge bei Tests in Flammen aufgegangen waren.
Nach dem Ende der Produktion wollte das Oberpfälzer Unternehmen Burgfalke in Obermurnthal den Victoria-Wagen ab 1959 unter der Bezeichnung „Burgfalke 250 Export“ weiterbauen, stellte aber nur einige Einzelexemplare her und übernahm ansonsten nur die Ersatzteilversorgung für die von 1956 bis 1958 produzierten Fahrzeuge.
Zwei dieser „Burgfalke 250“ wurden in die USA geliefert; einer war in Bruce Weiner’s Microcar-Museum ausgestellt. Im Zuge der Auflösung des Museums wurde er für 20.700 US-Dollar versteigert und blieb in den USA.